# Josef Macek
Josef Macek (ur. 1922, zm. 1991) – czeski historyk, mediewista. W latach 1964–1968 był posłem do Zgromadzenia Federalnego Czechosłowacji. 

## Wybrane publikacje
- Husitské revoluční hnutí. Praha 1952.
- Tábor v husitském revolučním hnutí I. Praha 1952.
- Z revoluční minulosti německého lidu: Tomáš Müntzer a německá selská válka. Praha 1955.
- Tábor v husitském revolučním hnutí II. Praha 1956.
- Tyrolská selská válka a Michal Gaismair. Praha 1960.
- Jan Hus. Studie s ukázkami Husova díla. Praha 1961.
- Italská renesance. Praha 1965.
- Jiří z Poděbrad. Praha 1967.
- Il Rinascimento italiano. Roma 1972.
- Machiavelli e il machiavellismo. Firenze 1980.
- Histoire de la Bohême des origines à 1918. Paris 1984.
- Tři ženy krále Vladislava. Praha 1991.
- Jagellonský věk v českých zemích (1471-1526). Díl 1: hospodářská základna a královská moc. Praha 1992.
- Jagellonský věk v českých zemích (1471-1526). Díl 2: šlechta. Praha 1994
- Česká středověká šlechta. Praha 1997.
- Jagellonský věk v českých zemích (1471-1526). Díl 3: města. Praha 1998.
- Víra a zbožnost jagellonského věku. Praha 2001.

## Publikacje w języku polskim
- Husyci na Pomorzu i w Wielkopolsce, pod red. Ewy Maleczyńskiej, przetł. z jęz. czes. D. Reychman, Warszawa: Książka i Wiedza 1955.